# フランクリン・メダル
フランクリン・メダル（英: Franklin Medal）は、アメリカ合衆国の科学技術賞。
1997年までペンシルベニア州フィラデルフィアのフランクリン協会から授与されていた。1998年以降は、ベンジャミン・フランクリン・メダルとなっている。

## 受賞者
- 1915 - トーマス・エジソン (工学)
- 1915 - ヘイケ・カメルリング・オネス (物理学)
- 1916 - ジョン・カーティー (工学)
- 1916 - セオドア・リチャーズ (化学)
- 1917 - ヘンドリック・ローレンツ (物理学)
- 1917 - デヴィッド・ワトソン・テイラー (工学)
- 1918 - グリエルモ・マルコーニ (工学)
- 1918 - トマス・メンデンホール (物理学)
- 1919 - ジェイムズ・デュワー (物理学)
- 1919 - George Owen Squier (工学)
- 1920 - スヴァンテ・アレニウス (化学)
- 1920 - チャールズ・アルジャーノン・パーソンズ (工学)
- 1921 - シャルル・ファブリ (物理学)
- 1921 - フランク・スプレイグ (工学)
- 1922 - Ralph Modjeski (工学)
- 1922 - ジョゼフ・ジョン・トムソン (物理学)
- 1923 - Auguste G. Ferrie (工学/計算機科学・認知科学)
- 1923 - アルバート・マイケルソン (物理学)
- 1924 - アーネスト・ラザフォード (化学)
- 1924 - Edward Weston (工学)
- 1925 - エリフ・トムソン (工学)
- 1925 - ピーター・ゼーマン (物理学)
- 1926 - ニールス・ボーア (物理学)
- 1926 - Samuel Rea (工学)
- 1927 - ジョージ・ヘール (物理学)
- 1927 - マックス・プランク (物理学)
- 1928 - チャールズ・F・ブラッシュ (工学)
- 1928 - ヴァルター・ネルンスト (化学)
- 1929 - エミール・ベルリナー (工学)
- 1929 - チャールズ・ウィルソン (物理学)
- 1930 - ヘンリー・ブラッグ (物理学)
- 1930 - John Frank Stevens (工学)
- 1931 - ジェームズ・ジーンズ (物理学)
- 1931 - Willis Rodney Whitney (工学)
- 1932 - フィリップ・レーナルト (物理学)
- 1932 - Ambrose Swasey (工学)
- 1933 - ポール・サバティエ (化学)
- 1933 - ライト兄弟 (工学)
- 1934 - アーヴィング・ラングミュア (化学)
- 1934 - ヘンリー・ノリス・ラッセル (物理学)
- 1935 - アルベルト・アインシュタイン (物理学)
- 1935 - ジョン・フレミング (工学)
- 1936 - Frank Baldwin Jewett (工学)
- 1936 - チャールズ・ケタリング (工学)
- 1937 - ピーター・デバイ (化学)
- 1937 - ロバート・ミリカン (物理学)
- 1938 - William Frederick Durand (工学)
- 1938 - チャールズ・クラウス (化学)
- 1939 - エドウィン・ハッブル (物理学)
- 1939 - Albert Sauveur (工学)
- 1940 - レオ・ベークランド (工学)
- 1940 - アーサー・コンプトン (物理学)
- 1941 - エドウィン・アームストロング (工学)
- 1941 - チャンドラセカール・ラマン (物理学)
- 1942 - Jerome Clarke Hunsaker (工学)
- 1942 - Paul Dyer Merica (工学)
- 1943 - George Washington Pierce (工学)
- 1943 - ハロルド・ユーリー (物理学)
- 1944 - William David Coolidge (工学)
- 1944 - ピョートル・カピッツァ (物理学)
- 1945 - ハーロー・シャプレー (物理学)
- 1946 - Henry Clapp Sherman (生命科学)
- 1946 - Henry Thomas Tizard (工学)
- 1947 - エンリコ・フェルミ (物理学)
- 1947 - ロバート・ロビンソン (化学)
- 1948 - ウェンデル・スタンリー (生命科学)
- 1948 - セオドア・フォン・カルマン (工学)
- 1949 - テオドール・スヴェドベリ (生命科学)
- 1950 - ユージン・ウィグナー (物理学)
- 1951 - ジェームズ・チャドウィック (物理学)
- 1952 - ヴォルフガング・パウリ (物理学)
- 1953 - William Francis Gibbs (工学)
- 1954 - Charles Edward Kenneth Mees (工学)
- 1955 - ウィルヘルム・ティセリウス (生命科学)
- 1956 - フランク・ホイットル (工学)
- 1957 - ヒュー・テイラー (化学)
- 1958 - ドナルド・ウィルズ・ダグラス・シニア (工学)
- 1959 - ハンス・ベーテ (物理学)
- 1960 - Roger  Adams (工学)
- 1961 - Detlev W. Bronk (生命科学)
- 1962 - ジェフリー・イングラム・テイラー (物理学、応用数学)
- 1963 - グレン・シーボーグ (物理学)
- 1964 - グレゴリー・ブライト (物理学)
- 1965 - フレデリック・ザイツ (工学)
- 1966 - ブリトン・チャンス (生命科学)
- 1967 - マレー・ゲルマン (物理学)
- 1968 - マーシャル・ニーレンバーグ (生命科学)
- 1969 - ジョン・ホイーラー (物理学)
- 1970 - ヴォルフガング・パノフスキー (物理学)
- 1971 - ハンス・アルヴェーン (物理学)
- 1972 - George B. Kistiakowsky (化学)
- 1973 - テオドシウス・ドブジャンスキー (生命科学)
- 1974 - ニコライ・ボゴリューボフ (物理学)
- 1975 - ジョン・バーディーン (物理学)
- 1976 - Mahlon B. Hoagland (生命科学)
- 1977 - Cyril Manton Harris (工学)
- 1978 - イライアス・コーリー (化学)
- 1979 - ジョージ・イヴリン・ハッチンソン (生命科学)
- 1980 - Avram Goldstein (生命科学)
- 1980 - ライマン・スピッツァー (物理学)
- 1981 - スティーヴン・ホーキング (物理学)
- 1982 - セーサル・ミルスタイン (生命科学)
- 1982 - ケネス・ウィルソン (物理学)
- 1984 - ヴェルナール・スオミ (工学)
- 1985 - George Claude Pimentel (物理学)
- 1986 - ブノワ・マンデルブロ (物理学)
- 1987 - スタンリー・コーエン (生命科学)
- 1988 - ドナルド・クヌース (計算機科学・認知科学)
- 1990 - Hugh E. Huxley (生命科学)
- 1990 - David Turnbull (物理学)
- 1992 - フレデリック・ライネス (物理学)
- 1995 - ヘーラルト・トホーフト (物理学)
- 1996 - リチャード・スモーリー (化学)
- 1997 - マリオ・カペッキ (生命科学)